# 谷霍腺毛草
谷霍腺毛草（學名：Byblis guehoi）為腺毛草科的一年生食肉植物。本種植株小型，並且是四倍體。是由一位植物學家兼野外攝影師路斯·谷霍（Russ Guého）在2004年採得，並於2008年時由艾倫·勞瑞與約翰·葛德菲·康蘭發表描述。此為西澳大利亞金伯利地區所特有。

## 外部連結
- （英文） Byblis guehoi - International Carnivorous Plant Society[] 關於谷霍腺毛草的討論